# Savage Garden (album)
Savage Garden – debiutancki album australijskiego duetu Savage Garden, wydany 24 marca 1997 roku. Rok później zespół zdobył nagrodę ARIA Music Awards w kategorii "Najlepiej sprzedający się album". Według magazynu Billboard światowa sprzedaż wyniosła 12 mln egzemplarzy. W wielu krajach osiągnęła status kilkukrotnej platyny. Płyta odniosła ogromny sukces na listach przebojów m.in. w Australii, gdzie przez 19 tygodni zajmowała szczytową pozycję a także w Ameryce osiągając 3 miejsce na Billboard 200. Krążek promowało aż osiem singli z czego trzy zdobyły wielką popularność m.in. I Want You, To the Moon & Back czy Truly Madly Deeply, który jest największym przebojem duetu.

## Lista utworów
| #                  | Tytuł                | Czas trwania       |                    |
| Wersja amerykańska | Wersja amerykańska   | Wersja amerykańska | Wersja amerykańska |
| ------------------ | -------------------- | ------------------ | ------------------ |
| 1.                 | To the Moon and Back | 5:41               |                    |
| 2.                 | I Want You           | 3:52               |                    |
| 3.                 | Truly Madly Deeply   | 4:38               |                    |
| 4.                 | Tears of Pearls      | 3:47               |                    |
| 5.                 | Universe             | 4:20               |                    |
| 6.                 | Carry on Dancing     | 3:45               |                    |
| 7.                 | Violet               | 4:04               |                    |
| 8.                 | Break Me Shake Me    | 3:23               |                    |
| 9.                 | A Thousand Words     | 4:00               |                    |
| 10.                | Promises             | 3:31               |                    |
| 11.                | Santa Monica         | 3:34               |                    |

| #                   | Tytuł                | Czas trwania        |                     |
| Wersja australijska | Wersja australijska  | Wersja australijska | Wersja australijska |
| ------------------- | -------------------- | ------------------- | ------------------- |
| 1.                  | To the Moon and Back | 5:41                |                     |
| 2.                  | Carry on Dancing     | 3:45                |                     |
| 3.                  | Tears of Pearls      | 3:46                |                     |
| 4.                  | I Want You           | 3:52                |                     |
| 5.                  | Truly Madly Deeply   | 4:37                |                     |
| 6.                  | Violet               | 4:04                |                     |
| 7.                  | All Around Me        | 4:11                |                     |
| 8.                  | Universe             | 4:20                |                     |
| 9.                  | A Thousand Words     | 4:00                |                     |
| 10.                 | Break Me Shake Me    | 3:23                |                     |
| 11.                 | Mine                 | 4:30                |                     |
| 12.                 | Santa Monica         | 3:37                |                     |

## Certyfikaty i sprzedaż
| Kraj              | Certyfikat          |
| ----------------- | ------------------- |
| Australia         | 12x platynowa płyta |
| Austria           | złota płyta         |
| Chile             | złota płyta         |
| Czechy            | 2x platynowa płyta  |
| Dania             | 2x platynowa płyta  |
| Ekwador           | platynowa płyta     |
| Filipiny          | 4x platynowa płyta  |
| Finlandia         | 2x platynowa płyta  |
| Francja           | 2x złota płyta      |
| Grecja            | platynowa płyta     |
| Hiszpania         | złota płyta         |
| Holandia          | złota płyta         |
| Hongkong          | 2x platynowa płyta  |
| Indie             | 6x platynowa płyta  |
| Indonezja         | 2x platynowa płyta  |
| Japonia           | platynowa płyta     |
| Kanada            | diamentowa płyta    |
| Korea             | platynowa płyta     |
| Kostaryka         | platynowa płyta     |
| Malezja           | 3x platynowa płyta  |
| Meksyk            | 2x platynowa płyta  |
| Niemcy            | platynowa płyta     |
| Norwegia          | platynowa płyta     |
| Nowa Zelandia     | 8x platynowa płyta  |
| Peru              | złota płyta         |
| Polska            | platynowa płyta     |
| Portugalia        | platynowa płyta     |
| Singapur          | 6x platynowa płyta  |
| Stany Zjednoczone | 7x platynowa płyta  |
| Szwajcaria        | platynowa płyta     |
| Szwecja           | 3x platynowa płyta  |
| Tajlandia         | 2x platynowa płyta  |
| Tajwan            | 3x platynowa płyta  |
| Turcja            | złota płyta         |
| Wenezuela         | złota płyta         |
| Wielka Brytania   | 4x platynowa płyta  |
| Włochy            | platynowa płyta     |

## Dema
- SS Gypsy (podwaliny dla Break Me Shake Me
- She (podwaliny dla I'll Bet He Was Cool)
- Free (późniejsza wersja tej piosenki to You Can Still Be Free, umieszczona na albumie Affirmation)
- Friendship – nagrana przy nagrywaniu utworów b-sides na singiel Universe
- Aubergine Girl
- In This Lifetime
- Tell Me It's Okay
- Running Away
- Losing The World
- Stepping Stone